# Harry Bosch
Detektiv Hieronymus "Harry" Bosch je literární postava vytvořená Michaelem Connellym v roce 1992 v románu Černá ozvěna. Vystupuje jako hlavní hrdina jednadvacetidílné série knih s policejní tematikou. Romány se většinou odehrávají v roce, ve kterém byly vydány. Bosch je veteránem na oddělení vražd policejního oddělení Los Angeles. Pojmenován byl podle Hieronyma Bosche, holandského umělce z 15. století. Jeho spolupracovníci mu většinou říkají Harry.
Hlavní postavu v televizní adaptaci ztvárnil Titus Welliver, nejdříve mezi lety 2014–2021 v seriálu Bosch a od roku 2022 ve spin-offu Bosch: Odkaz.

## Biografie

### Stručný životopis
Boschova matka byla prostitutkou v Los Angeles a byla zavražděna když bylo Boschovi jedenáct let (28. 10. 1961). Jeho otcem byl právní zástupce, se kterým se Bosch setkal až dospělosti. Své dětství strávil v různých sirotčincích, dětských domovech a v několika pěstounských rodinách. Když se v dětském domově dozvěděl o smrti své matky, potopil se až na dno bazénu a křičel tak dlouho dokud mu nedošel vzduch a musel vyplavat zpátky na hladinu. Tato událost je zmíněna hned v několika románech s Boschem. Když mu bylo sedmnáct, podařilo se mu získat od svého pěstounského otce svolení k narukování a vstoupil do armády Spojených států amerických.
Ve Vietnamu se Bosch dostal u První pěchotní divize do oddílu "tunelových krys" (dostal přezdívku Hari Kari Bosch) - speciálního týmu vojáků, jejichž úkolem bylo zkoumat tunely sloužící Vietcongu a Severokorejské armádě jako kasárna, nemocnice a v některých případech i jako márnice. V nepřátelských tunelech mají tunelové krysy za úkol zabít všechny nepřátelské vojáky, na které narazí, posbírat dokumenty pro analýzu vojenské rozvědky, a rozmístit a načasovat nálože C-4, které explodují po opuštění tunelů. Když byl Harry na dovolené na Havaji, nevrátil se včas ke své jednotce, ale později se tento incident vysvětlil a Bosch si ve Vietnamu odsloužil dva turnusy.
Bosch má také dceru Maddie. Maddie prožila většinu svého života se svou matkou a bývalou Boschovou manželkou Eleanor v Hongkongu, kam za ní Bosch jezdil jen dvakrát do roka. Eleanor byla velkou hvězdou kasina v Macau, kde jí osobního strážce dělal Sun Yee. Ten byl také jejím přítelem. Eleanor byla zabita když se pokoušela zachránit Maddie ze spárů čínských únosců, a Maddie nyní žije se svým otcem v Los Angeles.

### Policejní kariéra
Po návratu z Vietnamu byl Bosch se všemi poctami propuštěn z armády a vstoupil do losangeleského policejního sboru. Postupně se propracoval na pozici detektiva třetí třídy, která s sebou přináší jak detektivní práci tak i zodpovědnost za fungování týmu, a v losangeleském policejním sboru je ekvivalentem hodnosti detektiv seržant.
U losangeleského policejního sboru Bosch působil pět let na prestižním oddělení loupeží a vražd (OLV), ale toto oddělení musel opustit, když byl objektem vyšetřování oddělení vnitřních záležitostí v případě zastřelení podezřelého z vraždy, zvaného Panenkář. Tomu byla později prokázána vina v případě devíti vražd. Po ukončení interního vyšetřování, které měli na starost detektivové Pierce Lewis a Don Clarke, byl Bosch převelen na Hollywoodskou divizi a byl přidělen na oddělení vražd. Lewis a Clarke měli na starost také vyšetřování Bosche v knize Černá ozvěna. V pozdější fázi své kariéry Bosch opustil policejní sbor a tři roky pracoval jako soukromý detektiv. Na konci knihy Temné proudy se vrátil zpět k losangeleské policii a byl přidělen do oddělení loupeží a vražd k sekci nevyřešených případů. Bosch byl převelen z oddělení nevyřešených případů do oddělení vražd v období mezi knihami Park ozvěn a Vyhlídka.
Během svého působení u policie v Hollywoodském oddělení vražd měl Bosch v knihách za partnery Frankieho Sheehana (Boschův partner z oddělení OLV, který byl později zavražděn v knize Andělský let), Jerryho Edgara (s ním spolupracoval nejdéle) a Kizmin 'Kiz' Riderovou. Limitovaná edice knihy Temné proudy z roku 2004 obsahuje DVD s nahrávkou části proslovu skutečného náčelníka losangeleské policie, v níž veřejně žádá Harryho Bosche, aby se z výslužby vrátil zpět k policii (Connelly byl u toho a tuto řeč slyšel). V knize Vyhlídka Connelly ústy Harryho Bosche pochválil Brattona (i když v knize není přímo jmenován) za to, "že pozvedl morálku policejního sboru" a "že dal Boschovi zpátky jeho práci".
V knize Poslední šance se Boschovou partnerkou opět stává Kiz Riderová, zatímco Edgar nadále působí na oddělení vražd v Hollywoodu. Bosch a Riderová zůstanou partnery až do chvíle kdy je Riderová v knize Park ozvěn postřelena a převelena do kanceláře náčelníka. V knize Vyhlídka dostane Bosch za partnera Ignacia 'Iggyho' Ferrase, mladého detektiva, kterého Bosch dříve neznal. Bosch je často kritizován za své postupy a tak byl už několikrát subjektem vyšetřování oddělení vnitřních záležitostí, ale pokaždé byl očištěn.

### Povahové vlastnosti
Bosch bydlí v domě na ulici Woodrow Wilson Drive číslo 7203 v městské části Hollywood Hills. Peníze na koupi domu získal od filmového studia, které natočilo televizní minisérii inspirovanou případem sériových vražd, na kterém Bosch pracoval. Bosche v seriálu ztvárnil Dan Lacey, a Bosch při natáčení působil jako technický poradce. Jeho dům byl vážně poškozen při zemětřesení krátce před začátkem knihy Poslední kojot. Poté, co byl jeho dům určen k demolici, nechal si na stejném místě se stejným výhledem do údolí postavit nový dům.
Bosch vede pestrý milostný život a ve většině knih má nějakou známost. Má také dceru, která s ním od knihy 9 draků bydlí. Předtím žila se svou matkou, Harryho bývalou manželkou Eleanor Wishovou, která byla zabita v Hongkongu (bývalá agentka FBI, která se později živila jako profesionální pokerová hráčka; Bosch se s ní setkal v knize Černá ozvěna když ho vyšetřování případu zavedlo do Las Vegas; Bosch se s ní později oženil, ale v knize Andělský let ho Eleanor opustila). V pozdějších knihách Bosch udržuje vztah s agentkou FBI Rachel Wallingovou. Jejich vztah se začne utvářet v knize Temné proudy a získá hlubší rozměry v knize Park ozvěn, ale Wallingová jejich vztah nakonec ukončí. Wallingová se opět objevuje v knize Vyhlídka, ale s Boschem udržuje striktně profesionální vztah a od této doby žije s novinářem Jackem McAvoyem. V knize Strašák se Wallingová zmiňuje o tom, že její vztah s Boschem skončil částečně proto, že Bosch stále miluje Eleanor Wishovou.
Bosch je hubené postavy a měří zhruba 175 centimetrů. Nosí knírek a má hnědé vlasy, které už začínají šedivět (Černá ozvěna). Má tmavě hnědé, téměř až černé oči. Z tohoto důvodu jsou jeho oči často zmiňovány v knize Temnější než noc. Connelly nám prozrazuje, jak si asi Bosche představuje, když v knize Vyhlídka Rachel Wallingová řekne Boschovi, že vypadá jako House (v seriálu Dr. House jej hraje Hugh Laurie).
Bosch se často dostává do konfliktu s nadřízenými, ať už se svým poručíkem, s agenty FBI nebo se zástupcem policejního náčelníka (obzvláště s Irvinem Irvingem, který má s Boschem velice napjaté vztahy až do svého odchodu do městské rady na konci knihy Poslední šance). Jeho konfliktní povaha většinou vyplývá z jeho silného smyslu pro rozlišování dobra a zla a z faktu, že nelpí na vlastní kariéře. Na konci knihy Vyhlídka Connelly konstatuje, že tuto povahovou vlastnost lze popsat jediným slovem - neústupnost (vytrvalost). Tohle slovo Connelly použil také v knize Ztracené světlo při popisu jazzové hudby a naznačuje tak souvislost s vlastním životem a svou osobností.
Bosch má nevlastního bratra Mickeyho Hallera, který je právním zástupcem v Los Angeles. Poprvé se jako hlavní postava objevil v knize Advokát. Také je krátce zmíněn jako malý chlapec v krátké vzpomínce v knize Černý led. Haller je synem právního zástupce, který je také Boschovým biologickým otcem. V druhém románu s Mickeym Hallerem, Rozsudek ráže 9, zjistíme, že Harry o jejich pokrevním poutu věděl už spoustu let, zatímco Haller se o něm dozvídá až na konci této knihy.
Holandský malíř Hieronymus Bosch byl znám pro časté vyobrazení pozemských hříchů (nejčastěji zhýralosti) a jejich násilných následků ve svých obrazech. V některých knihách s Harrym Boschem lze spatřit paralely mezi peklem z těchto obrazů a událostmi v Boschově životě.
Mimo Connellyho romány se Harry Bosch objevil i v malých kameo rolích v knihách jiných autorů. Objevil se v knihách Pauly Woodsové, Joea Gorese a Roberta Craise. Během autogramiády v říjnu 2008 prozradil Michael Connelly svým fanouškům, že se Bosch objevil také v bezejmenné cameo roli v jeho románu Horká linka. Tímto odhalením chtěl podpořit prodej knihy Rozsudek ráže 9.

### Používané zbraně
Bosch ve službě po mnoho let používal poloautomatickou zbraň Smith & Wesson 5906 ráže 9mm. Smith & Wesson 5906 je oficiálně povolenou zbraní pro důstojníky losangeleského policejního sboru. Tato zbraň byla velice populární hlavně před velkou přestřelkou s bankovními lupiči v severním Hollywoodu v roce 1997 (známá jako North Hollywood shootout). Ve svém domě měl ve skříni Harry ukrytou záložní poloautomatickou zbraň Heckler & Koch P7 ráže 9mm. Když odešel do výslužby, nosil u sebe poloautomatickou pistoli Glock 27. Když se vrátil do aktivní služby u losangeleské policie nosil u sebe poloautomatickou pistoli Kimber Ultra Carry II .45 ACP. Mnoho policistů v Los Angeles začalo používat silnější zbraň kalibru 45 po přestřelce s těžce ozbrojenými bankovními lupiči v severním Hollywoodu. Vedení losangeleského policejního sboru povolilo policistům použití pistolí a munice s větším kalibrem v reakci na tuto přestřelku. V knize Hořící pokoj začal Bosch používat poloautomatickou pistoli Glock 30 .45 ACP. Pistoli Kimber .45 si nechal jako záložní. V knize Černý led měl Bosch ještě jednu ruční zbraň, a to čtyřiačtyřicítku Smith & Wesson, kterou dostal od otce zavražděné dívky. Měl ji schovanou doma, ale vzal si ji s sebou na cestu do Mexika, protože potřeboval zbraň, kterou by odevzdal při hraniční kontrole a přesvědčil tak mexické autority, že si do Mexika žádnou zbraň nepřivezl. Svou druhou zbraň, 9 milimetrovou pistoli Smith & Wesson, pak ukryl pod rezervní kolo ve svém voze Chevy Caprice. Policista na hranicích si všiml, že Harry má u sebe zbraň pro praváky i když je levák, ale nechal jej jet dál.

## Série knih s Harrym Boschem
|     | Název                          | Partner a spolupracovníci | Milostný poměr                          | Zaměstnavatel                                                      | Hodnost                                                          |
| --- | ------------------------------ | --- | --------------------------------------- | ------------------------------------------------------------------ | ---------------------------------------------------------------- |
| #01 | Černá ozvěna (1992)            | Det. Jerry 'Jed' Edgar; Zvláštní agentka FBI Eleanor Wishová                                                                        | Eleanor Wishová                         | LAPD Hollywoodská divize                                           | Detektiv třetí třídy                                             |
| #02 | Černý led (1993)               | Det. Jerry 'Jed' Edgar; Carlos Aguila z mexické státní policie                                                                      | Dr. Theresa Corazonová, Sylvia Mooreová | LAPD Hollywoodská divize                                           | Detektiv třetí třídy                                             |
| #03 | Dvanáctá oběť (1994)           | Det. Jerry 'Jed' Edgar; Det. Frankie Sheehan                                                                                        | Sylvia Mooreová                         | LAPD Hollywoodská divize                                           | Detektiv třetí třídy                                             |
| #04 | Poslední kojot (1995)          | Carmen Hinojosová - policejní psycholog                                                                                             | Jasmine "Jazz" Corianová                | -----                                                              | Nedobrovolné zátěžové volno u LAPD Hollywoodská divize           |
| #05 | Falešní hráči (1997)           | Det. Jerry 'Jed' Edgar; Det. Kizmin 'Kiz' Riderová; Zvláštní agent FBI Roy Lindell                                                  | Eleanor Wishová                         | LAPD Hollywoodská divize                                           | Detektiv třetí třídy                                             |
| #06 | Andělský let (1999)            | Det. Jerry 'Jed' Edgar; Det. Kizmin 'Kiz' Riderová; Det. John Chastain - odd. vnitřních záležitostí; Zvláštní agent FBI Roy Lindell | Eleanor Wishová                         | LAPD Hollywoodská divize                                           | Detektiv třetí třídy                                             |
| #07 | Temnější než noc (2001)        | Bývalý zvláštní agent FBI Terry McCaleb                                                                                             | -----                                   | LAPD Hollywoodská divize                                           | Detektiv třetí třídy                                             |
| #08 | Město kostí (2002)             | Det. Jerry 'Jed' Edgar | Julia Brasherová †                      | LAPD Hollywoodská divize                                           | Detektiv třetí třídy                                             |
| #09 | Ztracené světlo (2003)         | Zvláštní agent FBI Roy Lindell; Policejní detektiv ve výslužbě Lawton 'Law' Cross                                                   | Eleanor Wishová                         | Ve výslužbě                                                        | Soukromý vyšetřovatel                                            |
| #10 | Temné proudy (2004)            | Zvláštní agentka FBI Rachel Wallingová                                                                                              | Rachel Wallingová                       | Ve výslužbě                                                        | Soukromý vyšetřovatel                                            |
| #11 | Poslední šance (2005)          | Det. Kizmin 'Kiz' Riderová | Vicki Landrethová                       | LAPD Oddělení loupeží a vražd - sekce nevyřešených případů         | Detektiv třetí třídy                                             |
| #12 | Park ozvěn (2006)              | Det. Kizmin 'Kiz' Riderová; Zvláštní agentka FBI Rachel Wallingová                                                                  | Rachel Wallingová                       | LAPD Oddělení loupeží a vražd - sekce nevyřešených případů         | Detektiv třetí třídy                                             |
| #13 | Vyhlídka (2007)                | Det. Ignacio 'Iggy' Ferras; Zvláštní agentka FBI Rachel Wallingová                                                                  | Rachel Wallingová                       | LAPD Oddělení loupeží a vražd                                      | Detektiv třetí třídy                                             |
| #14 | 9 draků (2009)                 | Det. Ignacio 'Iggy' Ferras; Det. David Chu; Právník Michael 'Mickey' Haller                                                         | -----                                   | LAPD Oddělení loupeží a vražd                                      | Detektiv třetí třídy                                             |
| #15 | Pád (2011)                     | Det. David Chu | Dr. Hannah Stoneová                     | LAPD Oddělení loupeží a vražd - sekce nevyřešených případů         | Detektiv třetí třídy                                             |
| #16 | Černá skříňka (2012)           | Det. David Chu | Dr. Hannah Stoneová                     | LAPD Oddělení loupeží a vražd - sekce nevyřešených případů         | Detektiv třetí třídy (v programu odloženého odchodu do výslužby) |
| #17 | Hořící pokoj (2014)            | Det. Lucia Sotoová |                                         | LAPD Oddělení loupeží a vražd - sekce nevyřešených případů         | Detektiv třetí třídy (v programu odloženého odchodu do výslužby) |
| #18 | Přeběhlík (2015)               | Právník Michael 'Mickey' Haller; Det. Lucia Sotoová                                                                                 |                                         | Ve výslužbě                                                        | Vyšetřovatel obhajoby                                            |
| #19 | Odvrácená strana pravdy (2016) | Det. Bella Lourdesová |                                         | Ve výslužbě / Důstojník v záloze policejního oddělení San Fernando | Soukromý vyšetřovatel                                            |
| #20 | Dva druhy pravdy (2017)        | Det. Bella Lourdesová |                                         | Ve výslužbě / Důstojník v záloze policejního oddělení San Fernando |                                                                  |
| #21 | Temná svatá pravda (2018)      | Det. Bella Lourdesová |                                         | Ve výslužbě                                                        |                                                                  |
| #22 | The Night Fire (2019)          | Det. Renne Ballardová |                                         | Ve výslužbě                                                        |                                                                  |

## Televizní seriál
V únoru 2015 uvedl Amazon Prime televizní seriál Bosch, který byl natočen na motivy Connellyho románů. V hlavní roli Harryho Bosche se objevil Titus Welliver. Annie Werschingová hraje strážníka Julii Brascherovou a Jamie Hector hraje detektiva Jerryho Edgara. Produkci měl na starosti Henrik Bastin a režie se ujal Jim McKay. Seriál sleduje Bosche, který čelí obvinění u federálního soudu v případě chladnokrevného zabití sériového vraha a zároveň patrá po vrahovi dvanáctiletého kluka.
Podle Connellyho došlo u Harryho Bosche při přechodu ze světa knih na televizní obrazovky k několika změnám. V seriálu má Harry 47 let a je veteránem z války v zálivu, která proběhla v roce 1991. Harry byl členem týmu Zvláštních operací, který měl za úkol čistění nepřátelských tunelů. Práci policejního důstojníka vykonává už dvacet let s jednoletou pauzou, kdy stejně jako spousta policistů z Los Angeles znovu narukoval do armády po teroristických útocích z 11. září 2001. K policejnímu sboru se vrátil poté, co sloužil v Afghánistánu, kde opět působil v oddílu operujícím v nepřátelských tunelech.
Třináctidenní natáčení pilotního dílu začalo v Los Angeles 4. listopadu 2013 a Connelly si během něj vedl deník. Pilotní díl se objevil na Amazon Prime v únoru 2014 a celá první série je dostupná od února 2015. 18. března 2015 bylo oznámeno, že bude natočena další série, a to podle Connellyho knih Falešní hráči, Pád a Poslední kojot. Druhá série měla premiéru 11. března 2016. Krátce po premiéře druhé série Amazon objednal třetí sérii, která bude mít premiéru v roce 2017.